# Широкий (Магаданська область)
Широкий (рос. Широкий) — колишнє селище (у 1957–2013 роках — селище міського типу) в Сусуманському районі Магаданської області Росії.

## Географія
Географічні координати: 63°04' пн. ш. 148°02' сх. д. Часовий пояс — UTC+10.
Відстань до районного центру, міста Сусуман, становить 43 км, а до обласного центру — 626 км. Через селище протікає річка Берелех.

## Історія
Селище було основним табором для однойменної копальні. Копальня заснувана геологами-розвідниками Берелехського районного геологорозвідувального управління в 1951 році.
Наприкінці 1970-х років селище Широкий було центральною базою Берелехського ГЗК, утвореного в 1977 році при реорганізації Сусуманського ГЗК. До Берелехського ГЗК увійшли чотири копальні: «Мальдяк» (утворена в 1937 році), «Широкий» (1951, на базі копалень «Ленкова» (1938) і «Скритий» (1940)), «Ударник» (1938, на базі копалень «Заболочений» і «Стахановець»), «Буркандья» (1959).
З 2013 року Широкий — сільський населений пункт.
До 2015 року був адміністративним центром сільського поселення селище Широкий.

## Населення
Чисельність населення за роками:
| 1959 | 1970 | 1979 | 1989 | 2002 | 2010 | 2015 |
| ---- | ---- | ---- | ---- | ---- | ---- | ---- |
| 4716 | 1658 | 1936 | 1946 | 585  | 80   | 58   |

За даними перепису населення 2010 року на території селища проживало 80 осіб. Частка чоловіків у населенні складала 57,5 % або 46 осіб, жінок — 42,5 % або 34 особи.

## Уродженці
- Ксенчук Андрій Сергійович (1980—2017) — солдат Збройних сил України, учасник російсько-української війни.